# Szemelyi-patak
A Szemelyi-patak Szemelytől északra ered, Baranya vármegyében. A patak forrásától kezdve délkeleti, majd déli irányban halad, Palkonyáig, ahol beletorkollik a Villányi-Pogányi-vízfolyásba.
A Szemelyi-patak vízgazdálkodási szempontból az Alsó-Duna jobb part Vízgyűjtő-tervezési alegység működési területéhez tartozik.
A patakba torkollik a Birjáni-árok Pécsdevecsernél.

## Part menti települések
- Szemely
- Lothárd
- Peterd
- Pécsdevecser
- Kiskassa
- Palkonya